# Мабучі Муцуо
Мабу́чі Муцуо́ (яп. 馬渕睦夫, まぶちむつお, МФА: [mabut͡ɕi mut͡su.o]; 21 січня 1946, Японія) — японський дипломат. Надзвичайний і Повноважний Посол Японії.

## Біографія
Народився 21 січня 1946 року. Закінчив Кіотський університет, юридичний факультет.
З 1968 по 1984 — співробітник Міністерства Закордонних Справ Японії.
З 1984 по 1986 — директор Відділу соціального співробітництва Департаменту ООН МЗС Японії.
З 1986 по 1987 — керуючий Директор Навчального інституту дипломатичної служби МЗС Японії.
З 1987 по 1989 — перший заступник Директора з координування політики Відділу координування політики Міністерства Закордонних Справ Японії. Директор Першого відділу з питань культури Департаменту з питань культури МЗС Японії.
З 1989 по 1991 — радник Постійного Представництва Японії в Європейській Співдружності.
З 1991 по 1992 — радник Посольства Японії в Тель-Авіві (Ізраїль).
З 1992 по 1995 — посланник Посольства Японії в Тель-Авіві (Ізраїль).
З 1995 по 1997 — генеральний директор із закордонних справ Токійської мерії.
З 1997 по 1998 — посланник Посольства Японії в Бангкоці (Таїланд).
З 1998 по 2000 — Надзвичайний і Повноважний Посол Японії в Бангкоці (Таїланд).
З 2000 по 2003 — Надзвичайний і Повноважний Посол Японії в Гавані (Куба)
З 2003 по 2005 — виконавчий Директор Фонду поглибленого вивчення питань міжнародного розвитку.
З 4 жовтня 2005 року до 1 вересня 2008 року — Надзвичайний і Повноважний Посол Японії в Україні та в Молдові за сумісництвом. Перебував на посаді в Україні з 22 листопада 2005 року до 8 жовтня 2008 року.